# 超级多层镀膜技术
超级多层镀膜技术（Super Multi Coated），Pentax公司于1971年获得的专利镜头镀膜技术。该技术可将镜片的透光率提高到99.8%，能够有效的降低光线的散射，提高镜头的抗眩光能力。